# U-23サッカーコートジボワール代表
U-23サッカーコートジボワール代表は、コートジボワールサッカー連盟によって構成される、コートジボワールのサッカーの23歳以下のナショナルチームである。23歳以下の選手を対象とするオリンピックに出場するためのチームである。

## オリンピックの成績
- 1992 - 予選敗退
- 1996 - 予選敗退
- 2000 - 予選敗退
- 2004 - 予選敗退
- 2008 - ベスト8
- 2012 - 予選敗退
- 2016 - 予選敗退
- 2020 - ベスト8